# Haubenammer
|  | Dieser Artikel wurde aufgrund von formalen oder inhaltlichen Mängeln in der Qualitätssicherung Biologie im Abschnitt „Vögel“ zur Verbesserung eingetragen. Dies geschieht, um die Qualität der Biologie-Artikel auf ein akzeptables Niveau zu bringen. Bitte hilf mit, diesen Artikel zu verbessern! Artikel, die nicht signifikant verbessert werden, können gegebenenfalls gelöscht werden. Lies dazu auch die näheren Informationen in den Mindestanforderungen an Biologie-Artikel. |

Die Haubenammer (Emberiza lathami, Syn.: Melophus lathami) ist eine Vogelart aus der Familie der Ammern (Emberizidae).

## Merkmale
Das Gefieder der Männchen ist glänzend schwarz und an den Flügeln kastanienbraun. Die Weibchen sind dagegen graubraun. Die „stachelige“, abstehende Haube unterscheidet diese große Ammernart von ähnlichen Arten.

## Verbreitung und Lebensraum
Die Haubenammer besiedelt Bereiche östlich des Himalaya bis zu den Hochländern von Südostasien. Ihr natürliches Habitat ist subtropisches oder tropisches trockenes Grasland.

## Gefährdung
Die International Union for Conservation of Nature (IUCN, „Weltnaturschutzunion“) stuft die Art als nicht gefährdet ein und den Populationstrend als stabil.